# رينهارد سافتيغ
رينهارد سافتيغ (ولد في 23 يناير 1952) هو لاعب كرة قدم ألماني ومدرب سابق. 
عمل سافتيغ كمدرب لبايرن ميونيخ، بوروسيا دورتموند، هانوفر 96، بوخوم، وباير ليفركوزن في الدوري الألماني. 

## مسيرته التدريبية
بدأ مسيرته التدريبية كمدرب مؤقت لبايرن ميونيخ بدلاً لبال سيرناي واستمر في هذا المنصب لمدة 45 يومًا فقط (17 مايو إلى 30 يونيو 1983).
ثم تولى المسؤولية التدريبية لنادي بوروسيا دورتموند في النصف الأخير من موسم 1985–86 وضمن بقاء بوروسيا في الدرجة الأولى في ثلاث مباريات فاصلة للهبوط ضد فورتونا كولن. كان الموسم التالي أقوى بكثير وأسفر عن تأهل بوروسيا دورتموند لكأس الاتحاد الأوروبي لكرة القدم بعد حصوله على المركز الرابع.
خلال موسم 1992-1993، قاد سافتيغ باير ليفركوزن إلى نهائي كأس ألمانيا. بعد فصله بشكل مفاجئ من قبل النادي، واصل ليفركوزن مسيرته في نهائي الكأس وهزم هيرتا برلين في النهائي.
في عام 1994 ، تولى لفترة وجيزة مقاليد النادي التركي كوجالي سبور قبل أن ينتقل إلى غلطة سراي .
من 22 يونيو 2005 حتى 2008، عمل سافتيغ كمدرب عام لنادي أرمينيا بيليفيلد. قبل هذا المنصب، عمل كرئيس كشافة لبوروسيا دورتموند .